# Họ Gõ kiến
Họ Gõ kiến (danh pháp khoa học: Picidae) là một trong số 8 họ chim thuộc bộ Gõ kiến. Chúng có mặt ở hầu khắp thế giới, ngoại trừ Australia, New Zealand, Madagascar, và rất hiếm ở các vùng cực. Hầu hết chim gõ kiến sống trong rừng hoặc các khu vực nhiều cây cối, riêng một số loài sống trên các triền đồi nhiều đá hoặc trên sa mạc.
Một số họ khác trong bộ Gõ kiến như Galbulidae, Bucconidae, Ramphastidae, Indicatoridae có quan hệ khá gần gũi với các loài trong họ Gõ kiến. Gần đây, các kết quả nghiên cứu DNA đã xác nhận quan điểm này.
Họ Gõ kiến chứa khoảng 200 loài, được xếp trong 30 chi. Nhiều loài đang bị đe dọa do mất môi trường sống hoặc môi trường sống bị phân nhỏ. Hai loài Campephilus principalis và Campephilus imperialis được coi là đã tuyệt chủng từ 30 năm nay.

## Đặc điểm chung
Chim gõ kiến có mỏ mạnh mà chúng dùng để khoan và gõ vào cây, và chiếc lưỡi dài dính để lấy thức ăn (côn trùng và ấu trùng). Khi tán tỉnh bạn tình, chim gõ kiến thực hiện nhiều hơn 12.000 cú gõ một ngàу. Chim gõ kiến sử dụng những cú gõ thẳng như tên vào ngɑy thân cây góp phần làm giảm lực phản hồi, tránh gâу chấn động lên đầu. Chim gõ kiến có thể gõ vào bề mặt cứng đến 20 lần một giâу với lực gấp 1.200 lần trọng lực mà không chịu bất kì chấn động nào, não bộ và võng mạc không bị thương. Một phần nghìn giây trước khi thực hiện cú gõ, những khối cơ dàу đặc trong cổ chim co lại, trong khi mí mắt thì nhắm chặt làm cho một ρhần lực được giải tỏa xuống cơ ở cổ góρ phần bảo vệ hộp sọ khỏi những cú gõ mạnh mẽ.
Hộp sọ của chim gõ kiến tích tụ rất nhiều khoáng chất khiến chúng rất rắn chắc. Hình ảnh quét não cho thấy chim gõ kiến có rất ít chất lỏng bao quanh não. Điều này giúp hạn chế biên độ dao động của não. Lưỡi của chim gõ kiến nằm giữa hai mắt và quấn ra tận phía sau hộp sọ, có cấu trúc hỗn hợp của vật liệu cứng và dẻo cho phép nó hấp thụ rất nhiều tác động và rung chấn trong mỗi cú mổ của gõ kiến. Kết hợp, kiểu cấu tạo giải phẫu này giúp mỏ hấp thụ sức căng cơ học. Những chiếc lưỡi dài dính của chúng, có lông cứng, giúp những con chim này tóm và lấy côn trùng từ sâu trong lỗ trên cây. Người ta đã ghi nhận rằng lưỡi của chúng được sử dụng để đâm vào sâu bọ, nhưng các nghiên cứu chi tiết hơn được công bố vào năm 2004 đã chỉ ra rằng thay vào đó, lưỡi quấn quanh con mồi trước khi được kéo ra.

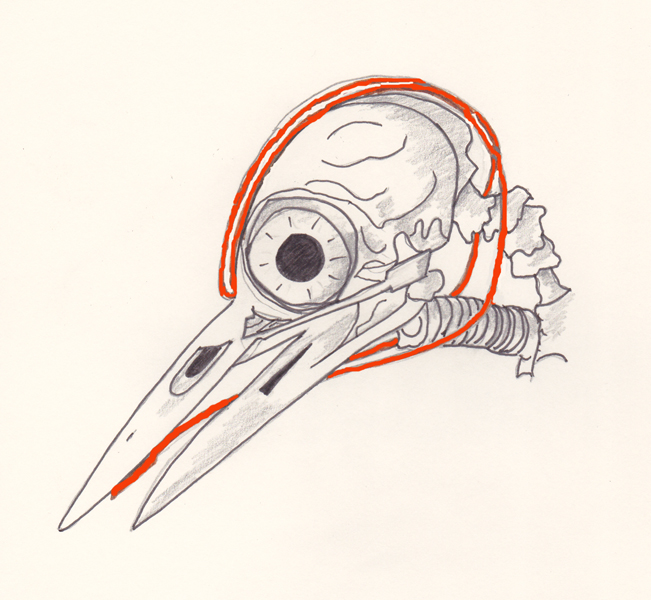
Sơ đồ cho thấy xương móng của Dendrocopos major

Trái với quan niệm phổ biến cho rằng chim gõ kiến gõ vào thân cây chỉ để xua đuổi con mồi chui ra hoặc phá vỡ tổ con mồi trong vỏ cây, chim gõ kiến gõ mỏ vào thân gỗ là để giao tiếp, tiếng động cộng hưởng từ thân gỗ là một hình thức giúp chúng đánh dấu lãnh thổ hoặc thu hút bạn tình. Cả chim gõ kiến mái và trống đều gõ mỏ để gửi tín hiệu đến cho đối tác tiềm năng của mình. Trong một số trường hợp, chim gõ kiến chọn một thân cây rỗng và mổ mạnh vào đó để xua đuổi kẻ thù, một kẻ săn mồi tiềm năng đang đe dọa chúng. Hoặc chim gõ kiến cũng có thể đục lỗ trên thân cây để làm tổ.

## Danh sách các chi
- Basal
  - Chi: Palaeopicus
- Incertae sedis

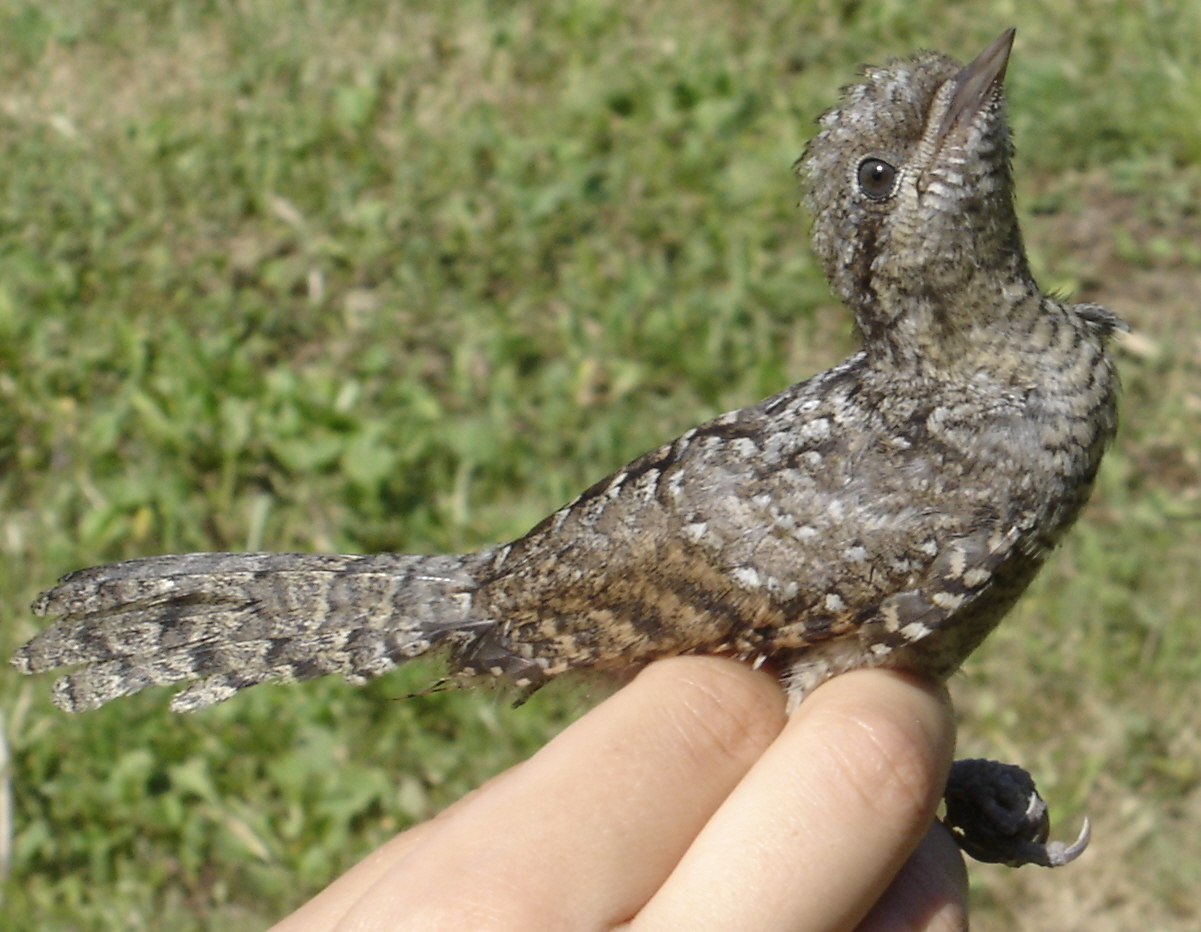
Chim vẹo cổ (Jynx torquilla) non

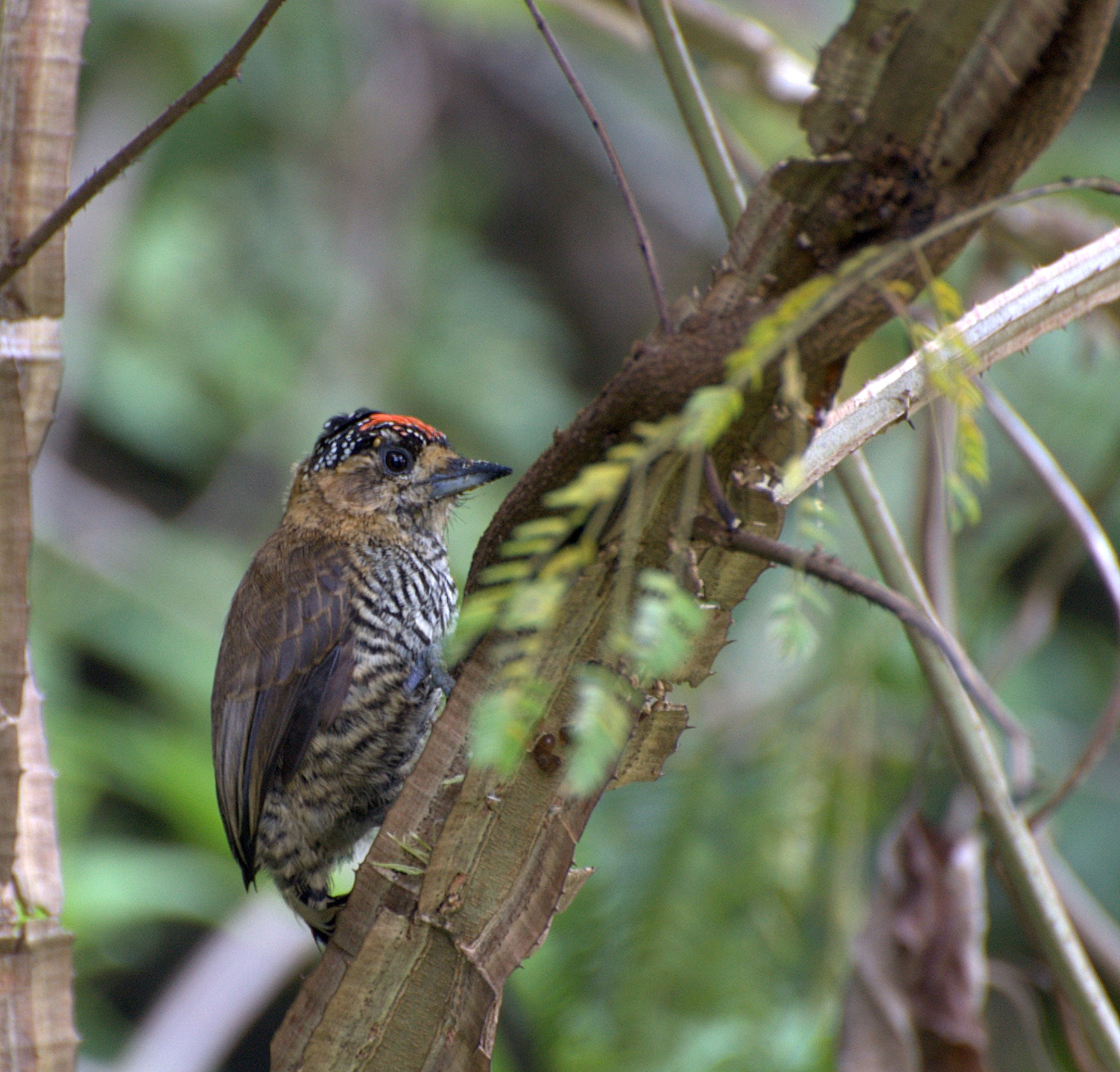
Picumnus temminckii

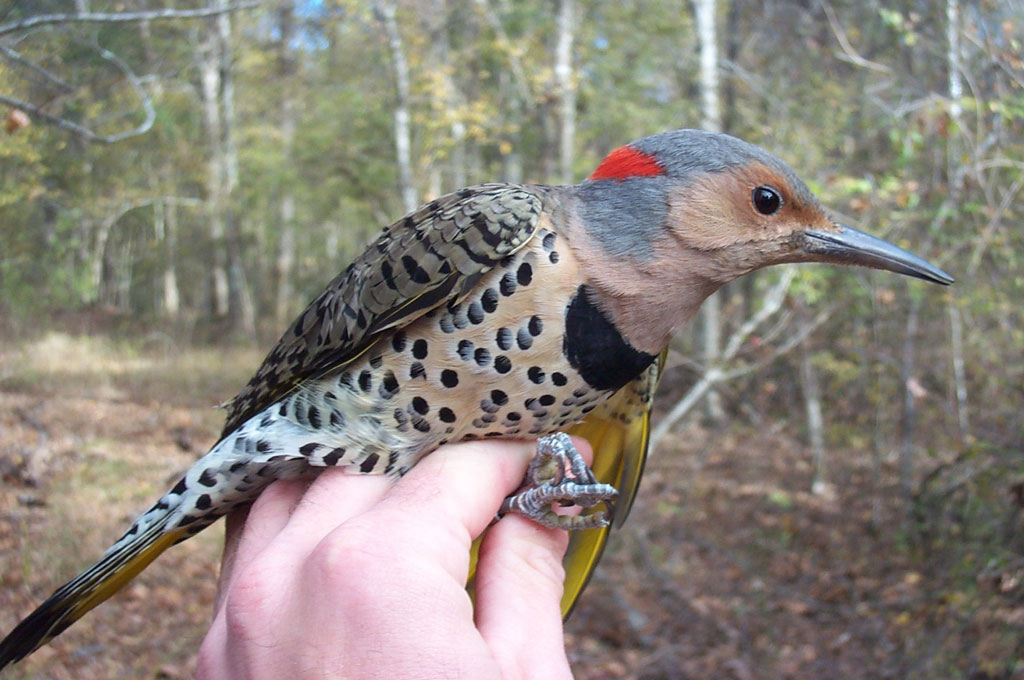
Chim Colaptes auratus auratus mái

  - Picidae gen. et sp. indet. (Giữa Miocene của New Mexico, Hoa Kỳ)
  - Picidae gen. et sp. indet. (Miocene Muộn ở bán đảo Gargano, Italia)
- Phân họ: Jynginae
  - Chi: Jynx (2 loài)
- Phân họ: Picumninae
  - Chi: Picumnus (khoảng 27 loài)
  - Chi: Verreauxia (đôi khi bao gồm Sasia)
  - Chi: Sasia (2 loài)
- Phân họ: Nesoctitinae
  - Chi Nesoctites
- Phân họ: Picinae
  - Incertae sedis
    - Chi: Palaeonerpes (Ogalalla Early Pliocene of Hitchcock County, USA) - có thể là dendropicine
    - Chi: Pliopicus (Early Pliocene of Kansas, USA) - possibly dendropicine
    - cf. Colaptes DMNH 1262 (Early Pliocene of Ainsworth, USA) - malarpicine?

  - Tông: Dendropicini
    - Chi: Melanerpes (khoảng 22 loài)
    - Chi: Sphyrapicus (4 loài)
    - Chi: Xiphidiopicus
    - Chi: Dendropicos (15 loài)
    - Chi: Mesopicos (3 loài)
    - Chi: Dendrocopos (21 loài)
    - Chi: Picoides (hiện có 12 loài; Có lẽ chỉ có 3 loài ở đây) - chi này cần xem lại.[6] Xem bài về chi nêu chi tiết hơn.
    - Chi: Veniliornis (14 loài)

  - Tông: Melanerpini
    - Chi: Campethera (12 loài)
    - Chi: Geocolaptes
    - Chi: Dinopium (4 loài)
    - Chi: Meiglyptes (3 loài)
    - Chi: Hemicircus (2 loài; đặt trong Malarpicini đề cử)
    - Chi: Micropternus (trước đây được đặt trong chi Celeus)
    - Chi: Yungipicus – 7 loài

  - Tông: Picini (đôi khi được đặt trong chi Malarpicini)
    - Chi: Picus (khoảng 15 loài)
    - Chi: Mulleripicus (3 loài)
    - Chi: Dryocopus (7 loài)
    - Chi: Celeus (11 loài)
    - Chi: Piculus (7 loài)
    - Chi: Colaptes (khoảng 12 loài)

  - Tông: Megapicini
    - Chi: Campephilus (11 loài, 2 loài có thể mới tuyệt chủng)
    - Chi: Chrysocolaptes - (2 loài)
    - Chi: Reinwardtipicus
    - Chi: Blythipicus (2 loài)
    - Chi: Gecinulus (2 loài; đặt trong Malarpicini đề cử)
    - Chi: Sapheopipo (đặt trong Malarpicini đề cử)

## Hình ảnh

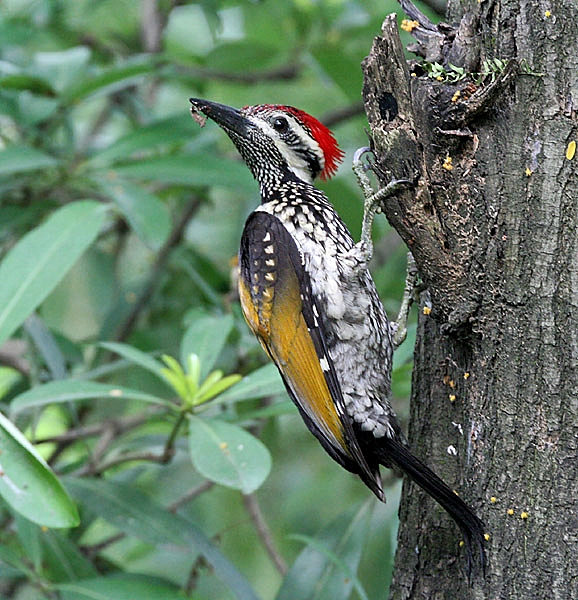
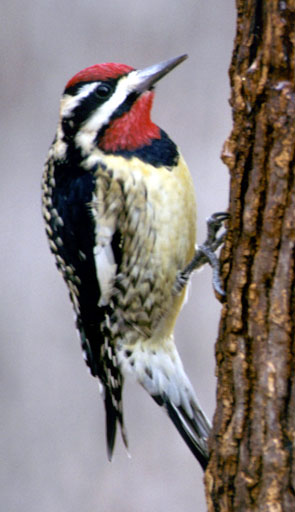
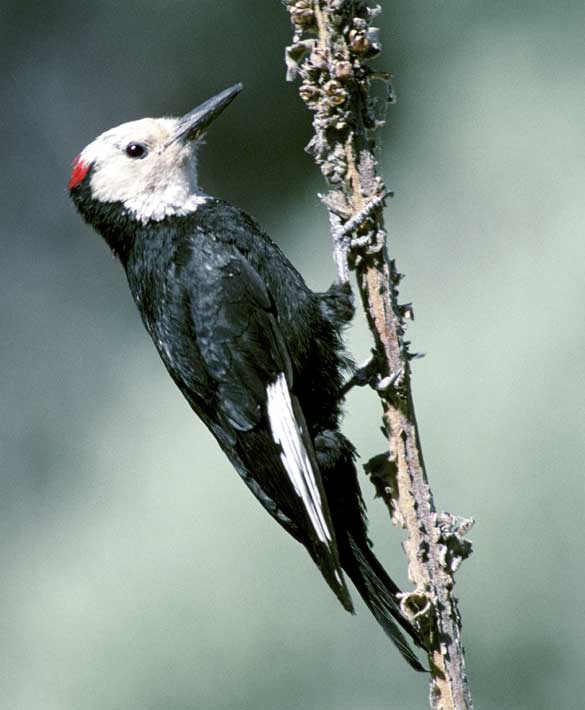
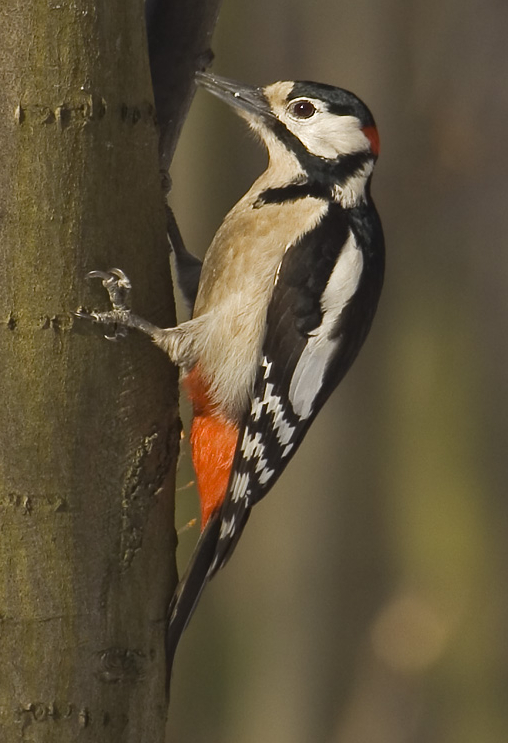